# Dolomit (Mineral)
Dolomit, auch unter den Bezeichnungen Dolomitspat, Rautenspat und Perlspat bekannt, ist ein sehr häufig vorkommendes Mineral aus der Mineralklasse der „Carbonate und Nitrate“ mit der chemischen Zusammensetzung CaMg[CO3]2 und ist damit chemisch gesehen ein Calcium-Magnesium-Carbonat.
Dolomit kristallisiert im trigonalen Kristallsystem und entwickelt vorwiegend rhomboedrische Kristalle oder massige Aggregate von weißgrauer bis hellbrauner Farbe. Seine Mohshärte beträgt 3,5 bis 4 und seine Dichte 2,9 g/cm³.
Das gleichnamige Dolomit-Gestein besteht zu mindestens 90 % aus dem Mineral Dolomit.

## Etymologie und Geschichte
Erstmals entdeckt und beschrieben wurde das Mineral 1791 durch den französischen Geologen Déodat de Dolomieu. Diesem fielen bei einer Reise durch die Alpen Steine auf, die zwar kalksteinähnlich aussahen, sich jedoch nur schwer bis gar nicht mit Säure auflösen ließen. Dolomieu übergab dem Schweizer Mineralogen Horace-Bénédict de Saussure einige Proben zur Analyse, der herausfand, dass es sich um eine Magnesium-Verbindung handelte, genauer um ein bisher unbekanntes Doppelsalz aus Calciumcarbonat und Magnesiumcarbonat. Er bezeichnete das neue Mineral und damit auch das monomineralische Gestein 1792 in seiner Publikation der Analyse nach seinem Entdecker als Dolomit.
Um 1800 kamen als Synonyme für den Dolomit unter anderem die Bezeichnungen Bitterspat, Bitterkalk und Rautenspat auf, die jedoch nicht mehr gebräuchlich sind. Die Bezeichnung Bitterspat bezieht sich dabei auf den Magnesiumgehalt, nicht auf den Geschmack. Die Namensähnlichkeit mit dem Bittersalz Epsomit führt jedoch gelegentlich zu Verwirrungen.

## Klassifikation
In der veralteten 8. Auflage der Mineralsystematik nach Strunz gehörte der Dolomit zur Mineralklasse der „Carbonate, Nitrate und Borate“ und dort zur Abteilung der „Wasserfreien Carbonate ohne fremde Anionen“, wo er als Namensgeber die „Dolomit-Reihe“ mit den weiteren Mitgliedern Ankerit und Kutnohorit innerhalb der „Dolomit-Norsethit-Gruppe“ (Vb/A.03) bildete.
Im zuletzt 2018 überarbeiteten und aktualisierten Lapis-Mineralienverzeichnis nach Stefan Weiß, das sich aus Rücksicht auf private Sammler und institutionelle Sammlungen noch nach dieser alten Form der Systematik von Karl Hugo Strunz richtet, erhielt das Mineral die System- und Mineral-Nr. V/B.03-10. In der „Lapis-Systematik“ entspricht dies ebenfalls der Abteilung „Wasserfreie Carbonate [CO3]2+, ohne fremde Anionen“, wo Dolomit ebenfalls namensgebend die „Dolomitgruppe“ mit den weiteren Mitgliedern Ankerit, Benstonit, Huntit, Kutnohorit, Minrecordit und Norsethit bildet.
Die von der International Mineralogical Association (IMA) zuletzt 2009 aktualisierte 9. Auflage der Strunz’schen Mineralsystematik ordnet den Dolomit in die neu definierte Klasse der „Carbonate und Nitrate“ (die Borate bilden hier eine eigene Klasse), dort aber ebenfalls in die Abteilung der „Carbonate ohne zusätzliche Anionen; ohne H2O“ ein. Diese ist allerdings weiter unterteilt nach der Art der beteiligten Kationen, so dass das Mineral entsprechend seiner Zusammensetzung in der Unterabteilung „Erdalkali- (und andere M2+) Carbonate“ zu finden ist, wo es zusammen mit Ankerit, Kutnohorit und Minrecordit die „Dolomitgruppe“ mit der System-Nr. 5.AB.10 bildet.
Die Systematik der Minerale nach Dana ordnet den Dolomit wie die veraltete 8. Auflage der Strunz’schen Systematik in die gemeinsame Klasse der „Carbonate, Nitrate und Borate“ und dort in die Abteilung der „Wasserfreien Carbonate“. Hier ist er zusammen mit Ankerit, Kutnohorit und Minrecordit in der „Dolomitgruppe (Trigonal: R3)“ mit der System-Nr. 14.01.01 innerhalb der Unterabteilung der „Wasserfreien Carbonate mit der Formel A+B2+(CO3)2“ zu finden.

## Kristallstruktur

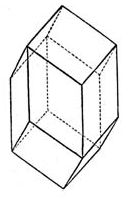
Rhomboeder

Dolomit kristallisiert im trigonalen Kristallsystem in der Raumgruppe R3 (Raumgruppen-Nr. 148) mit den Gitterparametern a = 4,8012 Å und c = 16,002 Å sowie drei Formeleinheiten pro Elementarzelle. Er kristallisiert in derselben Kristallstruktur wie Calcit (homöotyp). Allerdings ist die Hälfte der Calciumatome durch die kleineren Magnesiumatome ersetzt, was die Symmetrie im Dolomitkristall entsprechend erniedrigt.

## Eigenschaften
Dolomit wird im Vergleich zu anderen Carbonaten nur sehr schwer von Säuren angegriffen. Die Reaktionsgeschwindigkeit mit Säure beträgt weniger als ein Tausendstel derer von Calcit. Der Grund dafür liegt in der geringeren Ionengröße des Magnesium-Ions gegenüber dem Ca-Ion, was dazu führt, dass das Magnesiumion seine Liganden viel langsamer austauscht; (in diesem Fall sind es Carbonat-Ionen gegen Wassermoleküle). Erst bei warmer Salzsäure zeigt sich eine Reaktion, im Gegensatz zum Calcit, der heftig und unter Geräuschentwicklung mit der Salzsäure reagiert.
Löst man Dolomit in Schwefelsäure auf, so erhält man in äquivalenten Mengen sowohl Gips als auch das wasserlösliche Magnesiumsulfat (Bittersalz). Will man die Reaktion so zum Ende bringen, dass die Lösung am Ende keine Säure mehr enthält, muss man vorher den Dolomit pulverisieren (oder wenigstens zu Sand zerklopfen) und die Reaktion mit der Säure in der Wärme stattfinden lassen.
Die Sprödigkeit oder geringere Plastizität dürfte mineralogisch dadurch zu erklären sein, dass die beim geometrisch ähnlich aufgebauten Kristallgitter des Calcits vorhandenen Gleitflächen durch die unterschiedliche Ionengröße von Calcium (Ca) und Magnesium (Mg) blockiert werden.
Des Weiteren weist das Dolomitmineral eine teilweise vielfarbige Fluoreszenz in den Farben Orange bis Weiß, Grün und Braun auf.

## Modifikationen und Varietäten
Die Verbindung CaMg(CO3)2 ist bisher nur in der trigonal kristallisierenden Modifikation des Dolomits bekannt.
Als Varietäten kennt man bisher den aufgrund seines Cobalt-Gehaltes rosafarbenen Kobaltdolomit und den seltener vorkommenden Taraspit, der durch seinen Nickel-Gehalt eine hellgrüne Farbe hat.

## Bildung und Fundorte
Dolomit bildet sich durch Wechselwirkung von magnesiumhaltigen Lösungen mit Calcit-Sedimenten wie Riffkalkstein. Zuweilen tritt er auch alleine in besonders magnesiumreichem Wasser oder zusammen mit Sulfiderzen wie Zinkblende oder Bleiglanz auf. Er gehört zu den Gesteinsbildnern, die italienischen Dolomiten bestehen beispielsweise fast gänzlich aus dolomitreichem Sedimentgestein.
Über zwei Jahrhunderte versuchten Wissenschaftler erfolglos, Dolomit-Kristalle im Labor zu züchten. Auch ein über 32 Jahre durchgeführtes Langzeitexperiment mit einer 1000fach übersättigten Dolomit-Lösung scheiterte. Dieser Widerspruch zur Realität wurde als Dolomit-Problem bezeichnet. Erst 2023 wurde zunächst in einer Computersimulation und dann auch im Experiment die Dolomit-Bildung nachvollzogen. Demnach erfolgt das Wachstum des Kristalls, indem der Kristallkeim abwechselnd übersättigter und untersättigter Dolomitlösung ausgesetzt wird. Dabei wirkt die untersättigte Lösung als „Bereiniger“ von Fehlstellen im Kristallgitter, da sich diese Stellen leichter aus dem Kristallgitter lösen. Das ermöglicht das erneute Anlagern und Ausbilden einer weiteren Atomschicht im Prozess der übersättigten Lösung. Bei der Bildung ganzer Gebirge könnte der Prozess über den Wechsel von Warmphasen (Verdunstung und damit dem Entstehen der übersättigten Lösung) mit Regenfällen (Verdünnung der Lösung) erklärt werden, wobei jedoch die nötige Dauer und Frequenz dieser Wechsel weiterhin ungeklärt sind.
Die schönsten Dolomitkristalle kommen vom Gotthard, vom Brenner und Greiner in den Tiroler Alpen und aus Traversella im italienischen Piemont.
Weitere Fundorte sind unter anderem in Deutschland: Dietfurt (Ortsteil von Treuchtlingen, Mittelfranken), Wachenzell (Oberbayern), Salzhemmendorf (Ostfälisches Bergland), Nüxei (Harz/Südharz), Meskalith (Trier/Rheinland-Pfalz), Massenkalk (Bergisches Land, Sauerland); Hösbach-Rottenberg (Unterfranken).
Weltweit: Brumado/Bahia in Brasilien, Cavnic in Rumänien, Banská Štiavnica in der Slowakei, Eugui in Spanien, sowie Jáchymov in Tschechien.

## Verwendung

### Rohstoff
Anwendung findet Dolomitgestein als Pflaster, Mauerstein, Bodenplatten, Mauerabdeckung, Trittstufen, Gestaltungssteine, Wasserbausteine, Edelsplitte für die Betonindustrie, Baumaterial, Bestandteil von Spezialzementen, für die Stahlherstellung, zur Kalkung und als Rohstoff für die Glasindustrie.
In der Wassertechnik als Filtermaterial und Ausgangsstoff für die Herstellung von Magno (Chemikalie), weiteres auch unter Dolomit (Gestein) und Entcarbonisierung.
Der Unglücks-Reaktor von Tschernobyl wurde unter anderem mit Dolomit zugeschüttet.

### Schmuckstein
Farblose Dolomit-Varietäten werden in einigen Fällen zu Schmucksteinen verarbeitet. Sie sind jedoch durch ihre physikalischen Eigenschaften (Härte, Spaltbarkeit) sehr empfindlich.

### Testverfahren für partikelfilternde Masken
Im EN 149:2001 + A1:2009 Zertifizierungsprozess für FFP-Masken kann im Rahmen eines zusätzlichen so genannten „Dolomit-Tests“ geprüft werden, in welchem Ausmaß eine getestete Maske bei einer künstlichen Atemstimulation und einer bestimmten Dolomitstaubkonzentration außerhalb der Maske das Mineral einlagert. Dabei werden Atemwiderstand und Filterdurchlass geprüft, was insbesondere bei wiederverwendbaren FFP-Masken von Bedeutung ist.